# استفان پونواتچی
استفان پونواتچی (انگلیسی: Stéphane Pounewatchy; ۱۰ فوریهٔ ۱۹۶۸ – ) بازیکن فوتبال اهل فرانسه بود.
از باشگاه‌هایی که در آن بازی کرده‌است می‌توان به باشگاه فوتبال داندی، باشگاه فوتبال کولچستر یونایتد، باشگاه فوتبال اسکانتورپ یونایتد، باشگاه فوتبال کارلایل یونایتد، و باشگاه فوتبال پورت ویل اشاره کرد.